# Gmina Chyby
Gmina Chyby (polsky Gmina Chybie) je gmina v jižním Polsku ve Slezském vojvodství v okrese Těšín. Skládá se z pěti starostenství:
- Chyby (Chybie) – 3 893 obyvatel, rozloha 11,22 km²
- Frelichov (Frelichów) – 600 obyvatel, rozloha 2,94 km²
- Mnich (Mnich) – 3 593 obyvatel, rozloha 8,35 km²
- Záboří (Zaborze) – 999 obyvatel, rozloha 5,92 km²
- Záříčí (Zarzecze) – 313 obyvatel, rozloha 3,37 km²

Dohromady má celá gmina rozlohu 31,8 km² (4,3 % území okresu) a v roce 2016 zde žilo 9 656 obyvatel (5,4 % obyvatelstva okresu). Rozdělení na pět vesnic je ve skutečnosti čistě formální – jejich zástavba se vzájemně prolíná a gmina tvoří jeden sídelní celek.
Sousedí s gminou Strumeň na západě, gminou Skočov na jihu a s gminami Jasenice a Čechovice-Dědice na západě. Severně od území gminy se rozkládá Goczałkowické jezero vytvořené v 50. letech 20. století přehrazením Visly v Goczałkowicích-Zdroji.
Gmina leží na území Těšínského Slezska u historické rakousko-pruské hranice. Patří k rybníkářské oblasti zvané Žabí kraj – vznik a vývoj zdejších vesnic souvisel především s osidlováním a obhospodařováním místa po vyschlých rybnících. Četné rybníky jsou přitom neodmyslitelným prvkem místní krajiny dodnes a gmina je spolu s gminou Strumeň největším centrem chovu pstruhů a kaprů v Polsku. 27% území gminy představují lesy – jedná se především o rozsáhlý Černý les mezi Chybami a Zábřehem. Probíhá tudy železniční magistrála Krakov–Bohumín–Vídeň (stanice Chybie) a trať s Katovic do Visly (stanice Chybie Mnich).